# Knut Faldbakken
Knut Robert Faldbakken (Oslo, 31 augustus 1941) is een Noors schrijver. 
Faldbakken groeide op in Hamar en woont daar nog steeds. Hij debuteerde in 1967 met de roman Den grå regnbuen (De grijze regenboog), en brak door met zijn volgende roman, Sin mors hus (Zijn moeders huis). In 2002 maakte hij zijn debuut als schrijver van krimi’s met de roman Alle elsker en hodeløs kvinne (Iedereen houdt een vrouw zonder hoofd). Veel van zijn latere krimi’s spelen zich af in Faldbakken’s eigen woonomgeving met Jonfinn Valmann als hoofdpersonage.
In de periode 1991-1995 zat hij in het gemeentebestuur van Hamar voor By- og bygdelista, een partij waar hij vanaf de oprichting bij was betrokken. Hij werd op de 27e plaats gezet, maar werd bevordert naar plaats vier, en maakte daarna deel uit van de zes afgevaardigden van de partij in de gemeenteraad.
Faldbakkenj is de vader van schrijver en beeldend kunstenaar Matias Faldbakken en van regisseur Stefan Faldbakken. 